# Falga Regio
La Falga Regio è una struttura geologica della superficie di Europa.